# Liste von Aussichtstürmen auf der Schwäbischen Alb
Die Liste von Aussichtstürmen auf der Schwäbischen Alb enthält Bauwerke, welche über für den Publikumsverkehr zugängliche Aussichtsmöglichkeiten verfügen. Sie umfasst Aussichts- und Wassertürme, Burgtürme sowie sonstige für den Publikumsverkehr geöffnete Aussichtsplattformen.
Anmerkung: Die Tabellenspalten sind sortierbar, dazu dienen die Symbole bei den Spaltenüberschriften. In der Ausgangsansicht sind die Türme nach Gesamthöhe (absteigend), bei gleicher Höhe nach Name des Bauwerks (aufsteigend) sortiert.
| Bild                             | Name des Bauwerks                | Ort                        | Standort       | Stand- ort- höhe (m) | Bau- jahr      | Ges. höhe (m) | Platt- form- höhe (m) | Bauwerkstyp                       | Bemerkungen                                                 |
| -------------------------------- | -------------------------------- | -------------------------- | -------------- | -------------------- | -------------- | ------------- | --------------------- | --------------------------------- | ----------------------------------------------------------- |
| weitere Bilder                   | Sender Heubach                   | Heubach                    | Glasenberg     | 0720                 | 1966           | 142,75        | 025                   | Sendeturm (Stahlbeton)            | 2009 um ca. 20 m gekappt                                    |
| weitere Bilder                   | Hursch-Turm                      | Römerstein-Zainingen       | Hursch         | 0853                 | 1981           | 042           |                       | Stahlfachwerkkonstruktion         |                                                             |
| weitere Bilder                   | Wasserturm Machtolsheim          | Machtolsheim               | Ortslage       | 0745                 | 1978           | 037,7         |                       | Stahlbetonturm                    |                                                             |
| weitere Bilder                   | Ödenturm                         | Geislingen an der Steige   | Bergsporn      | 0635                 | vor 1420       | 033,4         |                       | gemauerter Turm                   |                                                             |
| weitere Bilder                   | Lembergturm                      | Gosheim                    | Lemberg        | 1015                 | 1899           | 033           | 030                   | Stahlfachwerkturm                 |                                                             |
| weitere Bilder                   | Sternbergturm                    | Gomadingen                 | Sternberg      | 0844                 | 1953           | 032           |                       | geschlossene Holzbauweise         | geschlossene Aussichtskanzel                                |
| weitere Bilder                   | Teckturm                         | Owen                       | Teckberg       | 0775                 | 1889           | 031           |                       | gemauerter Turm                   | überdacht; Aussichtsturm auf der Burg Teck                  |
| Augstbergturm                    | Augstbergturm                    | Trochtelfingen-Steinhilben | Augstberg      | 0848                 | 1963           | 030           |                       | Holzturm                          | geschlossene Aussichtskanzel                                |
| weitere Bilder                   | Heroldstatt-Turm                 | Heroldstatt-Ennabeuren     | Heroldstatt    | 0810                 | 1981           | 030           |                       | Stahlfachwerkkonstruktion         |                                                             |
| weitere Bilder                   | Wolfertturm                      | Ehingen (Donau)            | Wolfert-Park   | 0542                 | 1891           | 030           |                       | Betonturm                         | früher Kaiser-Wilhelm-Gedächtnisturm                        |
| Wasserturm Meßstetten            | Wasserturm Meßstetten            | Meßstetten                 | Am Rauhen Bühl | 0960                 | 1966           | 029,25        |                       | Betonturm                         | geschlossene Aussichtskanzel                                |
| weitere Bilder                   | Römersteinturm                   | Römerstein-Donnstetten     | Römerstein     | 0872                 | 1912           | 028           |                       | verschalte Holzkonstruktion       | geschlossene Aussichtskanzel                                |
| weitere Bilder                   | Roßbergturm                      | Reutlingen-Gönningen       | Roßberg        | 0869                 | 1913           | 028           |                       | Stampfbeton                       |                                                             |
| weitere Bilder                   | Buchheimer Hans                  | Buchheim                   | Friedhof       | 0800                 | 14. Jh.        | 027           |                       | gemauerter Turm                   | Höhe ca.; geschlossene Aussichtsplattform; früher Kirchturm |
| weitere Bilder                   | Schönbergturm                    | Pfullingen                 | Schönberg      | 0793                 | 1905           | 026,4         |                       | Stahlbetonturm                    | überdacht; Spitzname „Pfullinger Unterhose“                 |
| weitere Bilder                   | Aalbäumle                        | Aalen                      | Langert        | 0680                 | 1992           | 026           | 022                   | Stahl-Holzkonstruktion            | überdacht                                                   |
| weitere Bilder                   | Schlossfelsenturm                | Albstadt-Ebingen           | Schlossfels    | 0950                 | 1899           | 024           |                       | gemauerter Turm                   |                                                             |
| weitere Bilder                   | Hohe-Warte-Turm                  | St. Johann                 | Hohe Warte     | 0820                 | 1923           | 023           |                       | gemauerter Turm                   |                                                             |
| weitere Bilder                   | Volkmarsbergturm                 | Oberkochen                 | Volkmarsberg   | 0743                 | 1930           | 023           |                       | gemauerter Turm                   | überdacht                                                   |
| Lupfenturm                       | Lupfenturm                       | Talheim                    | Lupfen         | 0976                 | 1911           | 022,5         |                       | Holzturm                          |                                                             |
| weitere Bilder                   | Bergfried Burg Hohenschelklingen | Schelklingen               | Schlossberg    | 0621                 | um 1265        | 022           |                       | gemauerter Turm                   |                                                             |
| weitere Bilder                   | Raichbergturm                    | Albstadt-Onstmettingen     | Raichberg      | 0956                 | 1928           | 022           |                       | Vollbetonbauweise                 | überdacht                                                   |
| Wasserturm Inneringen            | Wasserturm Inneringen            | Hettingen-Inneringen       | Ortslage       | 0819                 | 1957           | 021,5         | 017                   | Stahlbetonturm                    | 2024 Plattform an Außenfassade angebracht                   |
| Aussichtsturm Heidengraben       | Aussichtsturm Heidengraben       | Erkenbrechtsweiler         | Heidengraben   | 0720                 | 2024           | 021           | 018                   | Stahlkonstruktion mit Holzstützen | Gesamthöhe ca.                                              |
| Bergfried Burg Reichenstein      | Bergfried Burg Reichenstein      | Lauterach-Reichenstein     | Ortsrandlage   | 0585                 | 13. Jh.        | 020           |                       | gemauerter Turm                   |                                                             |
| weitere Bilder                   | Waldgreutturm                    | Römerstein-Zainingen       | Waldgreut      | 0864                 | 1981           | 020           |                       | Stahlfachwerkkonstruktion         |                                                             |
| Gansnestturm                     | Gansnestturm                     | Kolbingen                  | Gansnest       | 0790                 | 1920er Jahre   | 018           |                       | gemauerter Turm                   | überdacht                                                   |
| weitere Bilder                   | König-Wilhelm-Turm               | Ulm                        | Michelsberg    | 0569                 | 1908           | 016           | 015                   | gemauerter Turm                   | Plattformhöhe ca.                                           |
| Bergfried Ruine Hohenringingen   | Bergfried Ruine Hohenringingen   | Burladingen-Ringingen      | Nähberg        | 0871                 | 11. Jh.        | 015           |                       | gemauerter Turm                   | seit 2008 überdacht                                         |
| weitere Bilder                   | Aussichtsturm Achalm             | Reutlingen                 | Achalm         | 0707                 | 1822 oder 1838 | 014           |                       | gemauerter Turm                   | Turm steht auf Resten des früheren Bergfrieds               |
| weitere Bilder                   | Aussichtsturm Käpfle             | Reutlingen                 | Käpfle         | 0593                 | 1974           | 012           |                       | Holzturm                          | überdacht                                                   |
| Bergfried Burg Hohengundelfingen | Bergfried Burg Hohengundelfingen | Münsingen-Gundelfingen     | Steighäule     | 0725                 | 13. Jh.        | 012           |                       | gemauerter Turm                   |                                                             |
| Dachensteinturm                  | Dachensteinturm                  | Hohenstein-Meidelstetten   | Dachenstein    | 0829                 | ?              | 012           |                       | Holzturm                          | überdacht                                                   |
| Ruine Wartstein                  | Ruine Wartstein                  | Ehingen-Erbstetten         | Heumacher      | 0660                 | 12. Jh.        | 012           |                       | gemauerter Turm                   |                                                             |
| weitere Bilder                   | Sternenbergturm                  | Münsingen-Böttingen        | Sternenberg    | 0836                 | 1900           | 08            |                       | Turmgebäude                       | Baujahr ca.; ehemalige Windmühle                            |
| weitere Bilder                   | Aussichtsplattform Hiltenburg    | Bad Ditzenbach             | Schlossberg    | 0716                 | 13. Jh.        | 0?            |                       | gemauerter Turm                   | Aussichtsplattform auf dem östlichen Bergfried              |
| weitere Bilder                   | Aussichtsturm Schalksburg        | Albstadt-Laufen            | Steinberg      | 0902                 | 1960           | 0?            |                       | gemauerter Turm                   | Turm steht auf Resten des früheren Bergfrieds               |